# Emanuela de Paula

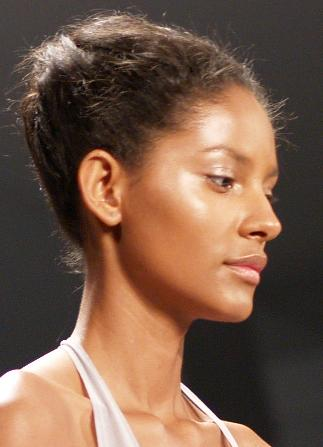
Emanuela de Paula

Emanuela de Paula (* 25. April 1989 in Cabo de Santo Agostinho, Pernambuco) ist ein brasilianisches Foto- und Laufstegmodell.

## Leben
Emanuela de Paula, die Tochter eines schwarzen Vaters, der in ihrer Geburtsstadt als Radiomoderator arbeitet, und einer weißen Mutter, wurde auf einer Straße im nordbrasilianischen Recife für das Modelgeschäft entdeckt. Daraufhin nahm sie an einem Schönheitswettbewerb teil und gewann 1997 den Titel einer Miss Pernambuco infantil (Kind). Im Alter von neun Jahren wurde de Paula erstmals als Model gebucht und für Supermarktwerbung eingesetzt. Mit 15 ging sie auf die Suche nach einer Agentur und wurde sofort von der New Yorker Marilyn Agency verpflichtet.
2005 übersiedelte sie nach New York und begann Mode der Designer Ralph Lauren, Bill Blass und Zac Posen auf dem Laufsteg vorzuführen. Gebucht wurde sie anschließend unter anderem auch von Diane von Fürstenberg, Tommy Hilfiger, Yigal Azrouël, Rebecca Taylor, Alexandre Herchcovitch sowie den Labels Lacoste, H & M und ‘Sweetface‘, der Modelinie von Jennifer Lopez. International bekannt machte de Paula vor allem ihr Einsatz für Victoria’s Secret. In den Jahren 2008 und 2010 trat sie im Rahmen der vor allem in den USA stark beachteten Victoria’s Secret Fashion Show auf. Sie war auf dem Titelbild des Würth-Kalenders 2011 und vier weiteren Kalenderblättern zusammen mit Brooklyn Decker und Dana Thompson abgebildet. Außerdem war sie in führenden Modemagazinen wie Allure, Marie Claire und Vogue zu sehen.
Die 1,77 Meter Körpergröße messende Emanuela de Paula gilt als eine der wenigen dunkelhäutigen Supermodels, die sich international durchsetzen konnten. Gemäß dem Forbes Magazine war die Brasilianerin im Jahre 2009 mit 2,5 Mio. $ Jahreseinkommen das elfthöchst bezahlte Model der Welt. Sie lebt weiterhin in New York, tritt aber auch immer wieder in ihrer brasilianischen Heimat auf dem Laufsteg auf (etwa im Rahmen der São Paulo Fashion Week). In heimischen Zeitungsartikeln wird sie mit Gisele Bündchen verglichen.